# Cyclocross Essen
Il Cyclocross Essen è una corsa in linea maschile e femminile di ciclocross che si svolge ogni anno in dicembre a Essen, in Belgio. Corso per la prima volta nel 1965, dal 1987 al 2017 fece parte del calendario del DVV Verzekeringen Trofee, noto in precedenza anche come GvA Trofee e Bpost Bank Trofee. Dal 2018 è inserito nel calendario del circuito Ethias Cross (già Brico Cross).
In passato era noto, per motivi di sponsor, anche come Grote Prijs Rouwmoer.

## Albo d'oro

### Uomini Elite
Aggiornato all'edizione 2021.
| Anno | Vincitore            | Secondo                 | Terzo                  |
| ---- | -------------------- | ----------------------- | ---------------------- |
| 1965 | Guy Goossens         |                         |                        |
| 1966 | Cock van der Hulst   |                         |                        |
| 1967 | Flory Ongenae        |                         |                        |
| 1968 | Auguste Badts        | Lode Van Den Bosch      | Flory Ongenae          |
| 1969 | Freddy Nijs          | Auguste Badts           | Lode Van Den Bosch     |
| 1970 | Freddy Nijs          |                         |                        |
| 1971 | Flory Ongenae        | Jozef Thielemans        | Leo Arnouts            |
| 1972 | Auguste Badts        | Leo Arnouts             | Albert Van Damme       |
| 1973 | Leo Arnouts          | Jozef Thielemans        | Ron vander Burght      |
| 1974 | Jan Teugels          | Jos Pauwels             | Auguste Badts          |
| 1975 | Hendrik Arnouts      | Florimond Van Hooydonck | Jos Pauwels            |
| 1976 | Gert Wildeboer       | Jan Spetgens            | André Geirland         |
| 1977 | Klaus-Peter Thaler   |                         |                        |
| 1978 | Alfons Van Parijs    |                         |                        |
| 1979 | Hennie Stamsnijder   |                         |                        |
| 1980 | non disputato        | non disputato           | non disputato          |
| 1981 | Johan Ghyllebert     |                         |                        |
| 1982 | Henk Baars           |                         |                        |
| 1983 | Ludo De Rey          | Paul Herijgers          | Luc Naudts             |
| 1984 | Jan Teugels          | Ludo De Rey             | Michiel Groenendaal    |
| 1985 | Noël Danneels        | Ludo De Rey             | Walter Marijnissen     |
| 1986 | Walter Marijnissen   |                         |                        |
| 1987 | Walter Marijnissen   | Yvan Messelis           | Dirk Pauwels           |
| 1988 | Dirk Pauwels         | Rudy De Bie             | Ludo Belmans           |
| 1989 | Guy Van Dijck        | Kurt De Roose           | Huub Kools             |
| 1990 | Roland Liboton       | Dirk Pauwels            | Pascal Van Riet        |
| 1991 | Danny De Bie         | Pascal Van Riet         | Dirk Pauwels           |
| 1992 | Danny De Bie         | Gustaaf Van Bouwel      | Peter Willemsens       |
| 1993 | Danny De Bie         | Adrie van der Poel      | Paul Herijgers         |
| 1994 | Paul Herijgers       | Peter Willemsens        | Hans Wuyts             |
| 1995 | Paul Herijgers       | Peter Willemsens        | Kris Wouters           |
| 1996 | Adrie van der Poel   | Paul Herijgers          | Alex Moonen            |
| 1997 | Richard Groenendaal  | Wim de Vos              | David Willemsens       |
| 1998 | Sven Nys             | Mario De Clercq         | Richard Groenendaal    |
| 1999 | Bart Wellens         | Adrie van der Poel      | David Willemsens       |
| 2000 | Peter Van Santvliet  | Richard Groenendaal     | Erwin Vervecken        |
| 2001 | Mario De Clercq      | Tom Vannoppen           | Erwin Vervecken        |
| 2002 | Sven Nys             | Bart Wellens            | Mario De Clercq        |
| 2003 | Bart Wellens         | Sven Nys                | Peter Van Santvliet    |
| 2004 | Bart Wellens         | Ben Berden              | Richard Groenendaal    |
| 2005 | Bart Wellens         | Richard Groenendaal     | Sven Nys               |
| 2006 | Sven Nys             | Bart Wellens            | Gerben de Knegt        |
| 2007 | Sven Nys             | Lars Boom               | Zdeněk Štybar          |
| 2008 | Sven Nys             | Zdeněk Štybar           | Thijs Al               |
| 2009 | Niels Albert         | Sven Nys                | Zdeněk Štybar          |
| 2010 | Sven Nys             | Klaas Vantornout        | Kevin Pauwels          |
| 2011 | Bart Wellens         | Niels Albert            | Rob Peeters            |
| 2012 | Jan Denuwelaere      | Rob Peeters             | Niels Albert           |
| 2013 | Kevin Pauwels        | Sven Nys                | Niels Albert           |
| 2014 | Wout Van Aert        | Tom Meeusen             | Rob Peeters            |
| 2015 | Wout Van Aert        | Sven Nys                | Michael Vanthourenhout |
| 2016 | Wout Van Aert        | Kevin Pauwels           | Tom Meeusen            |
| 2017 | Mathieu van der Poel | Laurens Sweeck          | Toon Aerts             |
| 2018 | Laurens Sweeck       | Gianni Vermeersch       | David van der Poel     |
| 2019 | Quinten Hermans      | Laurens Sweeck          | Thomas Pidcock         |
| 2020 | Mathieu van der Poel | Quinten Hermans         | Thomas Pidcock         |
| 2021 | Wout Van Aert        | Thijs Aerts             | Pim Ronhaar            |

### Donne Elite
Aggiornato all'edizione 2021.
| Anno | Vincitrice      | Seconda           | Terza                |
| ---- | --------------- | ----------------- | -------------------- |
| 2011 | Marianne Vos    | Sophie de Boer    | Nikki Harris         |
| 2012 | Sanne Cant      | Helen Wyman       | Nikki Harris         |
| 2013 | Sanne Cant      | Helen Wyman       | Nikki Harris         |
| 2014 | Sophie de Boer  | Sanne Cant        | Ellen Van Loy        |
| 2015 | Sanne Cant      | Thalita de Jong   | Jolien Verschueren   |
| 2016 | Sanne Cant      | Sophie de Boer    | Thalita de Jong      |
| 2017 | Sanne Cant      | Nikki Brammeier   | Katherine Compton    |
| 2018 | Maud Kaptheijns | Lucinda Brand     | Eva Lechner          |
| 2019 | Marianne Vos    | Kata Blanka Vas   | Anna Kay             |
| 2020 | Marianne Vos    | Perrine Clauzel   | Inge van der Heijden |
| 2021 | Zoe Bäckstedt   | Laura Verdonschot | Anna Kay             |

### Uomini Under-23
Aggiornato all'edizione 2017.
| Anno | Vincitore             | Secondo                | Terzo                   |
| ---- | --------------------- | ---------------------- | ----------------------- |
| 2006 | Dieter Vanthourenhout | Kenny Geluykens        | Rob Peeters             |
| 2007 | Jempy Drucker         | Tom Meeusen            | Philipp Walsleben       |
| 2008 | Philipp Walsleben     | Jim Aernouts           | Kenneth Van Compernolle |
| 2009 | Tom Meeusen           | Jim Aernouts           | Kacper Szczepaniak      |
| 2010 | Lars van der Haar     | Wietse Bosmans         | Tijmen Eising           |
| 2011 | Tijmen Eising         | Wietse Bosmans         | Lars van der Haar       |
| 2012 | Corné van Kessel      | Wietse Bosmans         | Gianni Vermeersch       |
| 2013 | Wout Van Aert         | Laurens Sweeck         | Mathieu van der Poel    |
| 2014 | Laurens Sweeck        | Michael Vanthourenhout | Quinten Hermans         |
| 2015 | Quinten Hermans       | Nicolas Cleppe         | Yorben Van Tichelt      |
| 2016 | Eli Iserbyt           | Quinten Hermans        | Adam Ťoupalík           |
| 2017 | Eli Iserbyt           | Thijs Aerts            | Yannick Peeters         |

### Uomini Juniors
Aggiornato all'edizione 2021.
| Anno    | Vincitore                             | Secondo                               | Terzo                                 |
| ------- | ------------------------------------- | ------------------------------------- | ------------------------------------- |
| 2005    | Tom Meeusen                           | Boy van Poppel                        | Jim Aernouts                          |
| 2006    | Jim Aernouts                          | Tim Debuschere                        | Sam Webster                           |
| 2007    | Jasper Ockeloen                       | Wietse Bosmans                        | Max Walsleben                         |
| 2008-09 | non disputato                         | non disputato                         | non disputato                         |
| 2010    | Douwe Verberne                        | Stan Godrie                           | Michael Vanthourenhout                |
| 2011    | Mathieu van der Poel                  | Stan Wijkel                           | Tim Ariesen                           |
| 2012    | Mathieu van der Poel                  | Martijn Budding                       | Yannick Peeters                       |
| 2013    | Pieter Van Roosbroeck                 | Sybren Jacobs                         | Ludwig Cords                          |
| 2014    | Roel van der Stegen                   | Seppe Rombouts                        | Lander Loockx                         |
| 2015    | Thijs Wolsink                         | Jari De Clercq                        | Toon Vandebosch                       |
| 2016    | Jelle Camps                           | Niels Vandeputte                      | Ryan Kamp                             |
| 2017    | Jarno Bellens                         | Pim Ronhaar                           | Ryan Kamp                             |
| 2018    | Ryan Cortjens                         | Lewis Askey                           | Tom Lindner                           |
| 2019    | Jetze Van Campenhout                  | William Junior Lecerf                 | Mathis Avondts                        |
| 2020    | annullato per la pandemia di COVID-19 | annullato per la pandemia di COVID-19 | annullato per la pandemia di COVID-19 |
| 2021    | David Haverdings                      | Aaron Dockx                           | Yordi Corsus                          |